# Base Komsomólskaya
La Base Komsomólskaya (en ruso: Комсомольская, que refiere a la organización Komsomol) es una estación científica abandonada de la Unión Soviética -desde 1991 heredada por Rusia- situada en la indlandsis de la Antártida Oriental en la Tierra de la Reina Mary. 
La base está situada en el interior del continente, en la meseta Antártica a 870 km al sur de la principal estación soviética la Base Mirni. En el verano la temperatura alcanza un máximo en este punto de -20 °C, y en invierno cae incluso por debajo de -80 °C. La velocidad media del viento es de 4 m/s, hasta 15 m/s. La noche polar dura casi tres meses. El espesor de la calota de hielo en el sitio alcanza los 3370 m s. n. m..

## Historia
El 7 de marzo de 1957 llegó al lugar una caravana de tractores antárticos con el equipo para construir la base, y se instaló una pista aérea en el hielo, pero debido al imprevisto adelantamiento del invierno el equipo de invernada se trasladó a Mirni. El trabajo se reanudó la siguiente primavera y la base comenzó a funcionar de forma continua a partir del 6 de noviembre de 1957 como parte del Año Geofísico Internacional. La primera temporada invernó un equipo de 7 hombres, en la segunda uno de 5, y en la tercera solo 2. La investigación se centró en aerología, meteorología, geomagnetismo, glaciología, así como también se hizo una investigación médica de la aclimatación humana en el interior de la Antártida.
Inicialmente tenía tres edificios, en uno estaba la sala de estar y la estación de radio, en el segundo el comedor y la cocina, y en el tercero la planta de energía (dos generadores diésel de 15 kW). Más tarde fue construido un almacén y un sauna. La base fue cerrada el 9 de marzo de 1959, y desde 1960 fue utilizada durante los meses de verano como una escala y almacén de combustible para viajar por vía terrestre entre las bases Mirni y Vostok, y para obtener datos meteorológicos para vuelos de aeronaves cuya ruta pasa por el lugar.